# Fiserv Forum

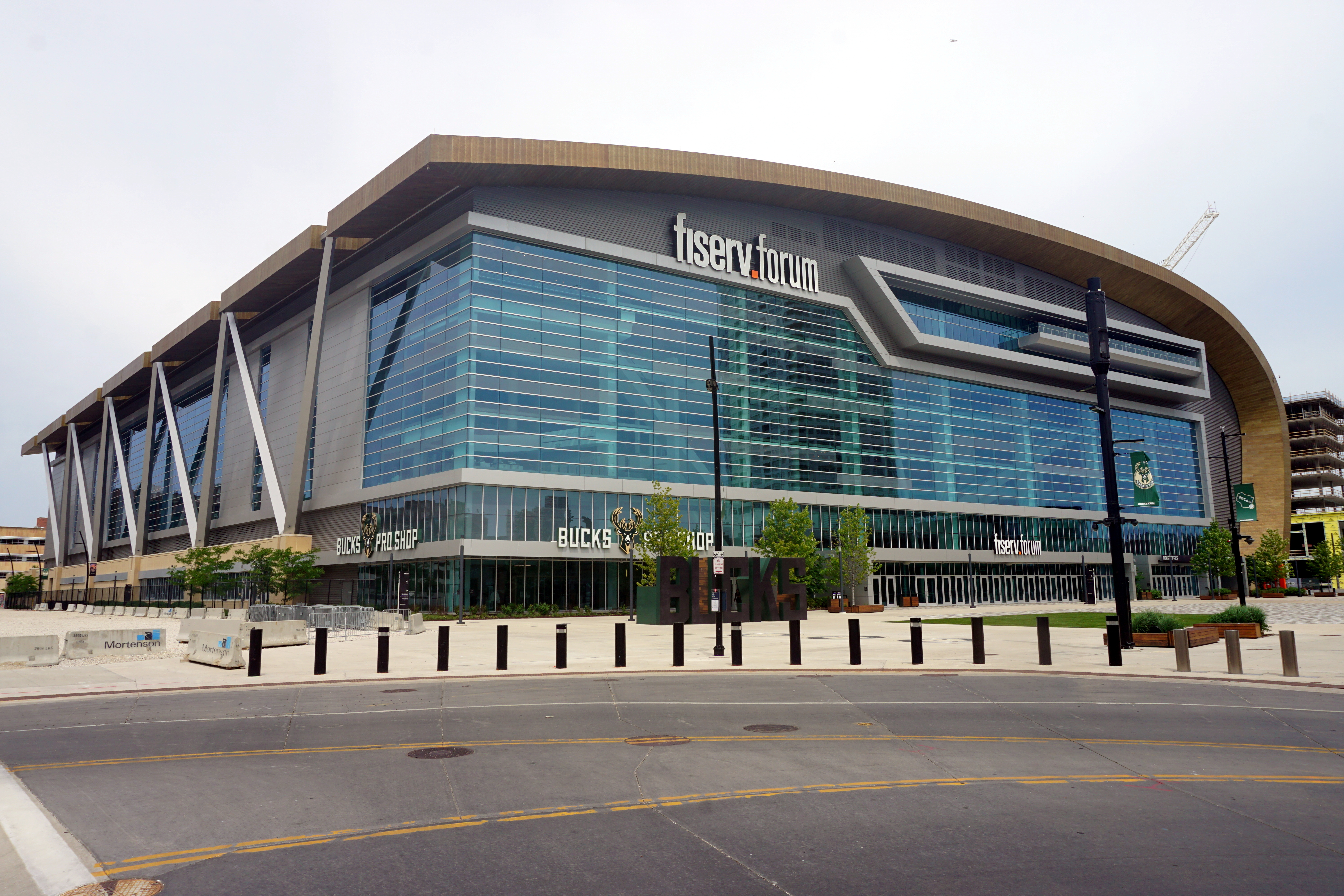
Fiserv Forums exteriör, 2022.

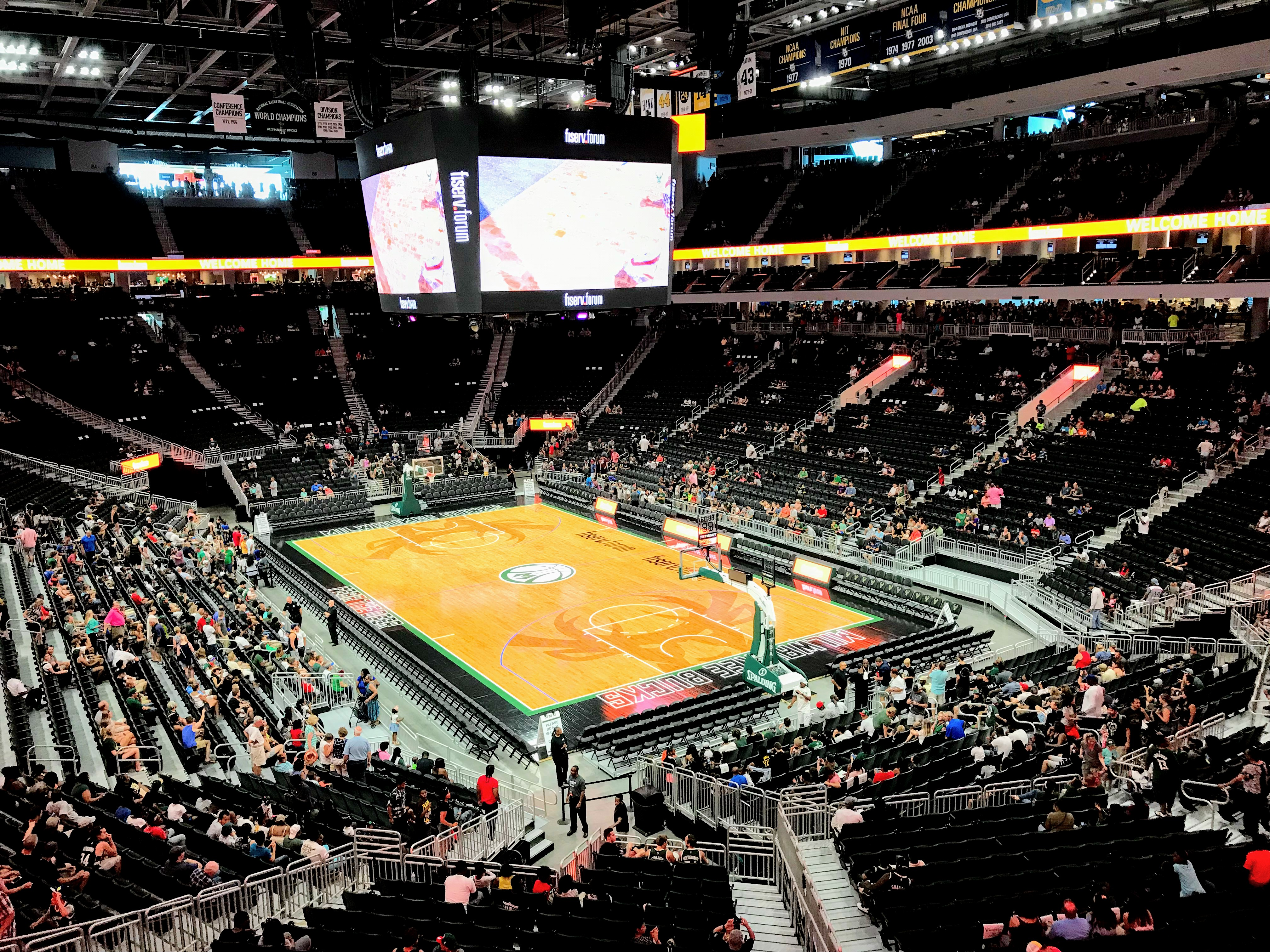
Interiör, 2018.

Fiserv Forum (IPA: /faɪˈsɜːrv ˈfɔːrəm/) är en amerikansk inomhusarena i Milwaukee, Wisconsin. Den är hemmaarena för basketlaget Milwaukee Bucks i National Basketball Association (NBA). Arenan invigdes den 26 augusti 2018. Vid basketmatcher är arenans publikkapacitet 17 385 åskådare.